# 周彬
周彬（1912年12月—1999年6月6日），江西兴国县人，中国人民解放军将领、中国人民解放军开国少将。

## 生平
1929年，加入中国共产主义青年团。1930年，转入中国共产党，并参加中国工农红军。第一次国共内战时期，先后任红3军团第5师13团连政治指导员，师宣传员，师副特派员兼直属队特派员，骑兵团政治处主任，独立团政治委员。参加了中央苏区历次反围剿战争和长征。抗日战争爆发后，任抗日军政大学政治指导员，大队队列主任，校政治部保卫股股长、保卫科科长。1940年，任新四军抗大第五分校政治部保卫科科长。1942年，起先后任新四军第3师政治部保卫部部长兼苏北军区保卫部部长等职。第二次国共内战期间，随新四军3师进入东北，先后任吉江军区保卫部部长，东北野战军第2纵队政治部保卫部部长，西满军区保卫部部长，齐齐哈尔卫戍司令兼公安局局长。1948年8月，任东北野战军第12纵队政治部副主任。1949年3月，任第四野战军第49军政治部副主任，参加了辽沈战役、平津战役、湘西战役、衡宝战役、桂林战役。
中华人民共和国成立后，任中央军委民航局公安处处长。1953年，任空军后勤部卫生部政治委员。1954年6月，任空军后勤部副政治委员。是第五届全国政协委员。1955年，授予中国人民解放军少将。1955年，获二级八一勋章、二级独立自由勋章、一级解放勋章。1988年，获一级红星功勋荣誉章。1999年6月6日在北京逝世。